# Louštín
El Louštín és una muntanya de 537 metres situada al Džbán, República Txeca.